# Eduard M. Fallet
Eduard M. Fallet (* 25. Oktober 1904 in Bern; † 21. Januar 1998 in Bremgarten bei Bern) war ein Schweizer Wirtschaftswissenschaftler, Musiker und Lokalhistoriker.

## Leben

### Familie und beruflicher Werdegang
Eduard Fallet wurde als Sohn des späteren Gewerkschafters, Journalisten, Publizisten und Übersetzers Marius Fallet (1876–1957) aus Dombresson im Val de Ruz im Berner Länggassquartier geboren. Als Zweijähriger zog er mit seiner Familie nach Basel. Dort wurde der Vater, vorgängig Vorsteher der Berner Fortbildungsschule des Kaufmännischen Verbands, als aktiver Sozialdemokrat in den Grossen Rat des Kantons Basel-Stadt gewählt. Eduards Fallets Volksschuljahre während des Ersten Weltkrieges prägten vor allem die musikalischen Ereignisse mit der Gesangselite im Humanistischen Gymnasium Basel.
In der Zwischenkriegszeit verlegte die Familie ihren Wohnsitz nach Zürich, wo 1917 der Vater mit seinem fortgesetzten Studium als promovierter Dr. oec. publ. Generalsekretär eines Berufsverbands wurde. Der 16-jährige Fallet fand dort Aufnahme am Gymnasium und im Schülerorchester als Bratschist. In dieser Zeit mit musischer Ausbildung, auch der Malerei bei Eduard Stiefel, erwarb er die strenge Disziplin, die ihn lebenslang begleitete. Daneben galt sein Interesse vor allem der Kunstgeschichte. Sein Deutschlehrer Adolf Vögtlin riet ihm, sich mit dem Schreiben zu versuchen. Einige Kurzgeschichten entstanden, doch bald befasste er sich literarisch mehr mit Musik und Geschichte.
Nach seiner Matura konnte Eduard Fallet wegen der angespannten, finanziellen Situation seiner Familie – sein Vater war schwer verunfallt – noch kein Studium beginnen. Stattdessen fand er eine Anstellung als Volontär bei einer Zürcher Bank. In seiner Freizeit besuchte er als Werkstudent Vorlesungen zu Wirtschaftsfragen an der Uni Zürich und wirkte im Orchester des Männerchors Zürich mit.
1924 zog die Familie nach Le Locle, wo der Vater eine Anstellung gefunden hatte. Eduard Fallet arbeitete als Bausekretär. Er machte Übersetzungen, nachdem er unterdessen ein Bilingue geworden war, schrieb Konzertkritiken und wirkte in verschiedenen Orchestern und Chören mit. 1926 begann er eine Berufslehre als Bahnbeamter, nach deren Abschluss er im Bahnhof Neuenburg angestellt wurde. Dann nahm er ein Studium an der Universität als Werkstudent auf, das er 1930 mit dem Lizentiat abschloss. In der Folge arbeitete er als Telegraphist bei der Bahn in Thun und schrieb dort seine Doktorarbeit: L’ amortissement industriel dans les compagnies de chemins de fer.
Zunächst als Revisor beim Zugförderungs- und Werkstättedienst der Generaldirektion SBB Bern angestellt, wechselte er 1938 zur Abteilung kommerzieller Dienst für Personenverkehr. Dort rückte er vom Sekretär über den Tarifbeamten zum kommerziellen Inspektor und zum Stellvertreter des Abteilungschefs bis zum Direktor der Abteilung auf. Diese Position behielt er bis zu seiner Pensionierung 1970.
Von seinem Wohnort Zollikofen zog Eduard Fallet 1959 mit seiner Frau Erika ins benachbarte Bremgarten, das zu ihrem beständigen Wohnsitz wurde. Nach seiner Pensionierung befasste er sich vermehrt mit lokaler Geschichte, mit Gemeindepolitik und vor allem mit der Musik.
Er verstarb nach längerem Leiden in seinem Heim am 21. Januar 1998 und wurde auf dem Friedhof bei der Reformierten Kirche beigesetzt.

### Volkskundliches und schriftstellerisches Wirken
Neben seiner Berufstätigkeit befasste sich Fallet mit Forschungen zu Musik- und Kunstgeschichte. In dieser Zeit verfasste er mehrere Werke zu musikalischen Themen. Ebenfalls erschienen damals auch die Monographie über die Malerin Bettina Heinen und ein Buch über den Bildhauer Johann August Nahl, der zu seiner Zeit in Zollikofen ein Haus besass.
Diese Arbeiten beschäftigten Fallet auch noch in seinem Ruhestand. Um die Geschichte seiner Wohngemeinden Zollikofen und Bremgarten zu erforschen, recherchierte er in den Gemeindearchiven, im Staatsarchiv des Kantons Bern und in der Burgerbibliothek Bern. So entstanden mehrere Bücher und Schriften über Historisches aus Bern und Bremgarten. Regelmässig erschienen von ihm Artikel in der Bremgartner Dorfzeitung drWecker. Dank seiner Forschungsarbeit ist die wechselvolle Entwicklung der nördlichen Berner Vororte gut dokumentiert.

### Musik
Am 1. Dezember 1934 trat Fallet dem «Orchester der Eisenbahner Bern» als Aktivmitglied bei. Nach vier Jahren wurde ihm das Präsidium übertragen. Dank seiner Initiative rückte das Unterhaltungsorchester bald zum Sinfonieorchester auf. Der Namenswechsel im Jahr 1951 in «Berner Musikkollegium» erfolgte ebenfalls durch seine Anregung. Mit Begeisterung für die Sache gelang es ihm, zahlreiche Förderer und Passivmitglieder zur finanziellen Unterstützung des Orchesters zu gewinnen.
Während 34 Jahren, mit einem Unterbruch von vier Jahren, führte Eduard Fallet das Berner Musikkollegium durch Höhepunkte und Turbulenzen bis 1972 als Präsident. Dafür bedankte sich das Orchester im Jahr 1964, indem es ihn zum ersten und einzigen Ehrenpräsidenten ernannte. Über sein 80. Lebensjahr hinaus nahm Eduard Fallet noch regelmässig an den wöchentlichen Proben und an den Konzerten des Orchesters teil, bei dem seine Frau Erika Fallet als Violinistin mitwirkte.

## Ehrungen und Auszeichnungen
- 1964: Ernennung zum ersten und einzigen Ehrenpräsidenten des Berner Musikkollegiums
- Ehrenmitglied des Eidgenössischen Orchesterverbands
- 1989: Burgermedaille für Kulturelle Verdienste der Burgergemeinde Bern.
- 1995: Ehrenmitglied von Pro Bremgarten

## Mitgliedschaften
- Während 14 Jahren Präsident der Musikkommission des Eidg. Orchesterverbands (EOV)
- Während 23 Jahren Redaktor der Zeitschrift Sinfonia, des Organs des EOV

## Werke (Auswahl)
- Die Geheimnisse der Eisenbahn: Technik, Betrieb und Organisation… Mitautor. Verlag für Wissenschaft, Technik und Industrie, Basel 1955.
- Musse für Musik: Festschrift zum 50jährigen Bestehen des Berner Musikkollegiums, 1909–1959. Berner Musikkollegium, Bern 1959.
- Christoph Lertz, Kapellmeister, 1888–1961: Gedenkschrift. Berner Musikkollegium, Bern 1961.
- Aus der Geschichte der Wirtschaft zur frohen Aussicht auf der Landgarben in der Gemeinde Zollikofen: eine volks- und heimatkundliche Studie. [S.I.]:[s.n.] 1964.
- Die Kirchwege in der frühen Kirchgemeinde Bremgarten: eine heimatkundliche Studie. Selbstverlag, Bremgarten bei Bern 1966.
- Bettina Heinen. Mit 9 Farb- und 22 Schwarzweiss-Bildtafeln und Federzeichnungen im Textteil. Kleiner, Bern 1967.
  - Bettina Heinen. Ill. de 9 pl. en couleurs et de 22 pl. en noir h. t. ainsi que de dessins à la plume dans le texte. Kleiner, Bern 1967.
- Liebhabermusizieren: Festschrift zum 50jährigen Bestehen des Eidgenössischen Orchesterverbandes, 1918–1968. Sekretariat des Eidg. Orchesterverbands, Wallisellen 1969.
- Bremgarten in Geschichte und Gegenwart: Ein Wegweiser durch die Gemeinde. Überreicht durch die Freisinnigen von Bremgarten. Bremgarten bei Bern 1969.
- Der Bildhauer Johann August Nahl der Ältere: seine Berner Jahre von 1746 bis 1755. Historischer Verein, Bern 1970.
- Zweihundert Jahre Landhaus Aarwyl in Bremgarten bei Bern, 1771–1971. Verlag Scripta manent, Bremgarten bei Bern 1971.
- Die Rütti in Zollikofen: Ihre Geschichte bis zur Errichtung der Kantonalen landwirtschaftlichen Schule im Jahr 1860: Mit einer Würdigung des 100jährigen Bestehens des Vereins ehemaliger Rüttischüler, 1873–1973. Verlag Scripta manent, Bremgarten bei Bern 1973.
- Der Holländerturm am Waisenhausplatz in Bern. Benteli Verlag, Bern 1976, ISBN 3-7165-0100-X.
- Zollikofen einst und jetzt. Schweiz. Bankgesellschaft, Zollikofen 1979.
- Die Kirche von Bremgarten bei Bern. Matthäus Kirchgemeinde, Bern-Bremgarten 1980.
- Paolo, 1894-1982. Fischer, Münsingen 1983, ISBN 3-85681-089-7.
- Vom Frickbad bis zum Herzog-Berchtold-Haus: Beitrag zur Geschichte der Matte in Bern. Gemeinnützige Baugenossenschaft, Bern 1986.
- Bremgarten: Lese- und Schaubuch zur Geschichte des Kirchspiels Bremgarten sowie der Gemeinde Zollikofen, Bremgarten-Stadtgericht und Bremgarten bei Bern. Haupt Verlag, Bern 1991, ISBN 3-258-04387-6.
- Bremgarten, Nachtrag über die Ortsgemeinde 1798–1931. Haupt Verlag, Bern 1994.
- Johannes Paulus Nader: Bausteine zu einer Lebensübersicht. Bremgarten bei Bern 1995.
- Zahlreiche Artikel in der Dorfzeitung drWecker.